# Samsung Galaxy A24
Samsung Galaxy A24 — смартфон середнього рівня, розроблений Samsung Electronics, що входить до серії Galaxy A. Був представлений 19 квітня 2023.

## Дизайн
Екран виконаний зі скла. Задня панель та бокова частина виготовлені з пластику.
Ззаду, як і більшість смартфонів Samsung 2023 року, Galaxy A24 подібний до лінійки Samsung Galaxy S23.
Знизу знаходяться роз'єми USB-C та 3,5 мм аудіо, динамік і мікрофон. Зверху розташований другий мікрофон. З лівого боку залежно від версії розташований слот під 1 SIM-картку і карту пам'яті формату microSD до 1 ТБ або гібридний слот під 2 SIM-картки або 1 SIM-картку і карту пам'яті формату microSD до 1 ТБ. З правого боку розміщені кнопки регулювання гучності та кнопка блокування, в яку вбудований сканер відбитків пальців.
Смартфон продавався в 3 кольорах: світло-зеленому, чорному та темно-червоному.
| Колір | Назва          |
| ----- | -------------- |
|       | Чорний         |
|       | Світло-зелений |
|       | Темно-червоний |

## Технічні характеристики

### Апаратне забезпечення

#### Платформа
Смартфони отримали процесор MediaTek Helio G99 та графічний процесор Mali-G57 MC2.

#### Акумулятор
Акумуляторна батарея отримала об'єм 5000 мА·год та підтримку швидкої зарядки на 25 Вт.

#### Камера
Смартфон отримав основну потрійну камеру 50 Мп, f/1.8 (ширококутний) з фазовим автофокусом та оптичною стабілізацією зображення + 5 Мп, f/2.2 (надширококутний) з кутом огляду 123° + 2 Мп, f/2.4 (макро) та фронтальну камеру 13 Мп, f/2.2 (ширококутний). Основна та фронтальна камери вміють записувати відео в роздільній здатності 1080p@30fps

#### Екран
Екран Super AMOLED, 6,5", FullHD+ (2340 × 1080) зі щільністю пікселів 396 ppi, співвідношенням сторін 19.5:9, частотою оновлення екрану 90 Гц та Infinity-U (краплеподібний виріз) під фронтальну камеру.

#### Пам'ять
Смартфон продавався в комплектаціях 4/128, 6/128 та 8/128 ГБ. В Україні пристрій офіційно продається тільки в комплектації 6/128 ГБ.

### Програмне забезпечення
Смартфони був випущений на One UI 5.1 на базі Android 13 і  був оновлений до One UI 6.1 на базі Android 14.